# Ferrer Visentini
Ferrer Visentini (Trieste, 22 dicembre 1910 – Vicenza, 11 febbraio 2001) è stato un politico italiano, esponente del Partito Comunista Italiano.

## Biografia

### La famiglia
Il padre Ulderico Visintini  (nato a Pirano nel 1871) di professione calzolaio, fu tra i primi iscritti al Partito socialista a Trieste e nel 1911 fu membro dell'esecutivo del Partito socialista e fu eletto consigliere comunale a Trieste alle elezioni del 1922 nelle liste del partito Comunista Italiano. La sera del 22 aprile del 1922 fu aggredito e picchiato in Piazza Unità d'Italia da una squadra fascista guidata da Francesco Giunta. Fu colpito al ventre da un colpo di pistola e nonostante il ricovero in ospedale morì l'11 giugno dello stesso anno.
Il periodo della Prima guerra mondiale la famiglia Visintini lo passò a Maribor, poiché il padre era stato assegnato ad una fabbrica di scarpe.
La madre, Maria Martinis (nata a Medea il 23 ottobre 1874) pur non essendo direttamente impegnata politicamente sostenne l'attività di tutta la famiglia. 
Ferrer Visentini era il più giovane di cinque figli ai quali il padre, a parte uno che portava il nome di un fratello della madre, aveva dato nomi che testimoniavano il suo anticlericalismo e le sue idee progressiste: il primo, Lassalle, morì a pochi mesi di vita, il secondo Giordano Bruno (nato a il 3 luglio 1898) si lasciò morire di inedia nel 1917 mentre faceva il militare sconvolto dall'orrore della guerra. Luigi, nato il 3 agosto 1900, l'unico a cui la madre era riuscita a dare un nome classico, fu molto attivo all'interno del Partito comunista triestino, e Darwin, nato l'8 ottobre 1905, fu impiegato nelle attività portuali. All'ultimogenito, Ferrer, fu dato il nome del pedagogista anarchico spagnolo Francisco Ferrer Guardia, condannato a morte e fucilato a Barcellona il 13 ottobre 1909.

### L'inizio dell'attività politica
Già a 15 anni Ferrer Visentini seguì l'attività del fratello Luigi, dirigente della Gioventù comunista a Trieste, svolgendo incarichi di collegamento in un periodo (1925) in cui era già difficile stabilire collegamenti tra i militanti del Partito comunista. Nel 1929 prese contatto diretto con il Partito Comunista Italiano partecipando alle riunioni. Oltre all'attività di collegamento fu incaricato di cominciare ad organizzare i giovani di Trieste, contemporaneamente prese contatti con i cantieri di San Marco e il Comune di Muggia con una forte presenza comunista in un periodo in cui la crisi cominciava a farsi sentire con un aumento della disoccupazione. Nel 1929 gli venne proposto di andare a Milano a fare il funzionario legale per la FGCI.

### Il carcere e il confino a Ponza

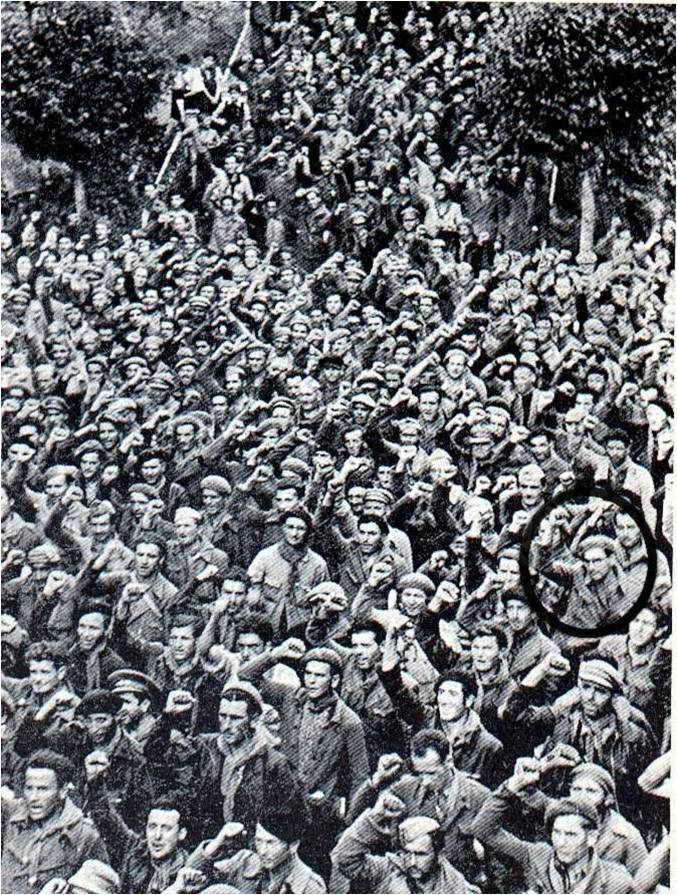
Volontari nella Guerra civile spagnola prima del rimpatrio. Barcellona 1938

Il 21 gennaio 1931 Ferrer Visentini venne arrestato per la prima volta per una delazione con l'accusa di riorganizzazione del Partito della gioventù comunista , appartenenza e propaganda e possesso di documenti falsi  e quindi trasportato al carcere di San Vittore. In maggio venne trasferito al carcere di Regina Coeli di Roma e messo assieme ad altri prigionieri politici provenienti dall'Emilia ponendo fine al periodo di isolamento. Condivise la cella con Leo Waizen (Leo Valiani) sino al suo trasferimento al carcere di Lucca (con una breve sosta al carcere di Pisa) dopo la condanna da parte del Tribunale speciale a 11 anni ridotti a nove perché minorenne. A Lucca rimase fino alla primavera del 1933 fino a quando fu concesso un indulto per la nascita del primogenito di Umberto di Savoia, e venne tradotto a Trieste dove avrebbe dovuto rimanere in libertà vigilata per due anni. 
A Trieste riprese l'attività politica in maniera cauta sia per la situazione personale di libertà vigilata, sia per la situazione nazionale e internazionale che vedeva l'Italia fascista impegnata nelle campagne di conquista dell'Abissinia e nelle grandi opere di bonifica che creavano grande consenso.
Nell'aprile del 1935 il Capo della Squadra mobile della polizia politica denunciò Ferrer Visentini alla Questura di Trieste come persona pericolosa malgrado la vigilanza. Comparve di fronte alla Commissione di assegnazione al confino l'8 maggio del 1935 e gli vennero comminati due anni (contro i cinque ipotizzati all'inizio del procedimento). Arrivò all'isola di Ponza verso il 15 maggio dopo una breve sosta nel carcere di Napoli. Nel confino di Ponza Ferrer Visentini trovò un'organizzazione molto efficiente tra i confinati: c'era il sarto, il barbiere, il fabbro, chi allevava le galline, la mensa per gli ammalati e una biblioteca (clandestina) fornita. Nel periodo di permanenza di Ferrer Visentini a Ponza il Partito comunista d'Italia aveva all'interno una forte organizzazione con a capo Pietro Secchia. Nello stesso periodo erano presenti sull'isola anche Umberto Terracini, Mauro Scocimarro, Giorgio Amendola, Sandro Pertini, Altiero Spinelli, Francesco Fancello, Vincenzo Calace per citare i più noti.

### In Francia
Nel maggio del 1937 partì da Ponza per tornare a Trieste dove doveva finire di scontare il periodo di libertà vigilata. In realtà il Partito aveva già predisposto per lui un passaporto falso per espatriare in Francia con destinazione Parigi, dove da qualche tempo si trovava il fratello Luigi che viveva in clandestinità e si occupava dei collegamenti dei fuoriusciti in direzione dell'Italia per il Partito comunista, che lo accolse. Nella capitale francese si trovava un nutrito gruppo di antifascisti espatriati a cominciare dalla marcia su Roma che si organizzarono, soprattutto appartenenti al Partito comunista che diventò clandestino dopo il Patto Molotov-Ribbentrop del 23 agosto 1939.
Fu destinato alla segreteria di Stato operaio, giornale diretto in quel periodo da Emilio Sereni e da Ruggero Grieco. La segreteria di Stato operaio era anche la direzione legale del Partito comunista d'Italia in Francia.

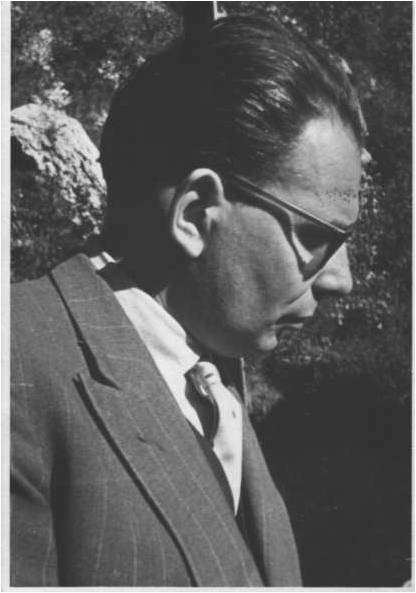
Ferrer Visentini, Segretario della Federazione del Partito Comunista Italiano di Treviso nel 1951

### In Spagna
Durante la permanenza a Parigi, in un primo tempo, il Partito manifestò l'intenzione di mandare Ferrer Visentini, assieme agli amici Italo Nicoletto e Giuseppe Boretti (che morirà sul campo di battaglia colpito da un cecchino il 9 settembre 1938), alla Scuola leninista a Mosca, ma la forte aspirazione di questi era di andare a combattere in Spagna a fianco delle Brigate internazionali.
Dopo quattro mesi Ferrer Visentini arrivò a Barcellona e da lì si trasferì a Quintanar de la República, che era la base per la preparazione dei volontari internazionalisti italiani e la base per l'istruzione militare per la Brigata Garibaldi  e il recupero dei feriti. Partecipò all'offensiva lungo il fiume Ebro con la Brigata Garibaldi composta da 2400 uomini. Il 20 ottobre 1938 venne portato assieme ai superstiti delle battaglie sull'Ebro, nelle retrovie di Barcellona. 
Il 29 ottobre sfilò assieme alle Brigate internazionali per un ultimo tributo da parte della popolazione. Grazie alla attività della Società delle Nazioni, avendo Ferrer Visentini un permesso di soggiorno concesso a Parigi, egli poté ritornare legalmente in Francia evitando così l'internamento nei campi di Gurs, D'Argelès e Vernet dove venivano raccolti soprattutto coloro che non potevano rimpatriare.

### Il ritorno in Francia
Arrivato a Parigi il 26 dicembre 1938 prese subito contatto con il Partito comunista e ritrova il fratello Luigi. Il Partito gli chiese di stilare la lista dei confinati politici a Ponza (circa 500 persone) e lo mise al servizio della redazione del quotidiano parigino Voce degli italiani, lavorò alla libreria del Partito, si dedicò all'organizzazione degli ex garibaldini di Spagna italiani. 
Ferrer Visentini arrivò a Parigi il giorno della commemorazione da parte del Fronte popolare della caduta della Comune di Parigi.
Dopo il cambiamento portato dalla firma del patto germano-sovietico e lo scioglimento di tutte le associazioni e organizzazioni gravitanti intorno al Partito comunista e alla sinistra in generale, ancor di più dopo l'invasione della Polonia il 1º settembre 1939 e lo scioglimento del Partito comunista francese da parte del governo, Ferrer Visentini  dovette abbandonare l'azione politica e andò a lavorare in una falegnameria e in una fabbrica di mine.  Durante il periodo della cosiddetta drôle de guerre iniziarono i primi arresti, soprattutto di esponenti del  Partito comunista francese, ma dopo l'occupazione di Parigi da parte dei nazisti la situazione si fece difficile per tutti gli oppositori politici.

### L'arresto
Tra il 21 e il 22 luglio del 1941 Ferrer fu arrestato e dopo essere stato interrogato all'Hotel Martignon a Parigi – in realtà la Gestapo cercava il fratello Luigi – fu mandato al forte di Romain-Ville. Dopo una settimana la Gestapo fece caricare tutti i prigionieri sui camion e Ferrer Visentini fu portato a Compiègne, dove erano internati sia prigionieri politici, sia inglesi e americani che ebrei e vi rimase sino all'inizio di agosto del 1944, sino a quando con l'offensiva degli Alleati, i campi vennero svuotati. I prigionieri rimasti nel campo di Compiègne vennero  fatti salire su un treno e consegnati ad un campo di riservisti da dove furono fatti fuggire dagli abitanti francesi delle zone circostanti e nascosti nelle cantine sino all'arrivo degli alleati.

### Il rientro in Italia
Raggiunta Parigi, Ferrer Visentini, non trovando il fratello Luigi il quale era entrato a far parte della Resistenza e si era trasferito in campagna, prese i contatti con il Partito che gli diede l'incarico di seguire l'Associazione dei deportati politici. Dopo qualche mese, stanco di quest'incarico, entrò a dirigere l'Associazione democratica dei lavoratori stranieri. Per organizzare un Congresso degli stranieri a Parigi verso la fine di febbraio del 1945, dovette viaggiare nell'est della Francia, nella zona mineraria vicino a Nancy, avendo delle conoscenze tra i gollisti per raccogliere i lavoratori rimasti, soprattutto polacchi e spagnoli.  
Dopo il Congresso Ferrer Visentini  chiese al Partito di poter tornare in Italia. 
Nel gennaio del 1945, finita l'offensiva delle Ardenne, Ferrer Visentini venne mandato a Chambéry per preparare il passaggio della frontiera. In tre mesi egli organizzò un gruppo di una trentina di persone – tra cui anche il fratello Luigi - con il quale attraversò la frontiera verso il 17 o il 18 aprile 1945. Scavalcò assieme al gruppo, condotto da contrabbandieri, le montagne a piedi arrivando, in piena insurrezione, a Briga e a Tenda, dove i partigiani di Giustizia e Libertà avevano allestito dei campi. Subito dopo raggiunsero Torino, dove c'era l'amico Italo Nicoletto, compagno dal tempo della guerra di Spagna, comandante della piazza e dell'insurrezione, oltre che ad Amalia Campagnolo e Giorgio Amendola.
Dopo qualche giorno venne indirizzato verso Milano assieme a Riccardo Ravagnan, che all'epoche era giornalista de L'Unità e de Il Lavoratore, e al fratello Luigi. Da Milano, dove rimasero qualche giorno, Ferrer Visentini e il fratello Luigi furono mandati a Trieste, mentre Ravagnan, che era di Chioggia, venne mandato a Venezia.

### Trieste
Arrivato a Trieste, Ferrer Visentini e il fratello Luigi si misero in contatto con Ivan Regent, un appartenente al Partito comunista a Trieste sin dalla sua formazione (che poi fu ministro della Slovenia) che li mise in contatto a sua volta con Giorgio Iaksetich. Dopo alcuni incontri proposero a Luigi Visintini di diventare presidente dell'Unione antifascista italo-slovena (UAIS), mentre Ferrer Visentini divenne direttore del quotidiano Il Lavoratore a fianco di Mario Pacor, che era capo dell'ufficio stampa del V corpo. La discussione all'interno delle forze politiche triestine si polarizzò intorno alla questione “Trieste settima repubblica della Confederazione jugoslava”, discussione che coinvolse anche la redazione del quotidiano Il Lavoratore. 
Nonostante Ferrer Visentini tenesse una linea di confronto dialettico rispetto alla questione triestina (al contrario del fratello Luigi che venne espulso dal Partito comunista della Regione Giulia per la sua posizione nettamente contraria), venne progressivamente estromesso dagli incarichi attivi, finché tra la fine del 1947 e gli inizi del 1948 chiese di essere trasferito.

### In Veneto
Ferrer Visentini lasciò Trieste nel febbraio del 1948 e si mise a disposizione di Giacomo Pellegrini (che in quel periodo rappresentava il Partito comunista italiano nel Veneto, Trentino e una parte del Friuli fino a Udine con una parte di Gorizia) che lo mandò a fare campagna elettorale per il Fronte popolare in Trentino.
Da Trento, finita la campagna elettorale, venne mandato a Pordenone, dove fondò la Federazione destra Tagliamento, sezione staccata della Federazione di Udine poiché Pordenone all'epoca non era capoluogo di provincia. In questa occasione conobbe Pier Paolo Pasolini. 
Fino al 1951 ricoprì l'incarico di ispettore delle due federazioni del Trentino Alto Adige.
Dal 1951 al 1955 fu segretario della Federazione del Partito comunista italiano di Treviso, fino a che fu trasferito, con lo stesso incarico, alla Federazione di Vicenza, sino al 1965 quando lo sostituirà Romano Carotti. 
Venne eletto consigliere comunale nel 1964 assieme a Francesco Ferrari e Lino Nicoletti, rimanendovi sino al 1970. 
Nel 1965 andò a Roma alla Sezione d'organizzazione della Direzione del Partito per poi tornare in Veneto, a Vicenza alle soglie della pensione. A Vicenza partecipò costantemente alle attività del Partito comunista italiano, continuando ad essere iscritto e a garantire la sua presenza anche al Partito Democratico della Sinistra.
Rivestì incarichi anche nell'ANPPIA e nell'AICVAS. 
Nel 1996 ottenne la cittadinanza onoraria spagnola per aver partecipato alla guerra civile spagnola nelle file delle Brigate Garibaldi.
Morì a Vicenza l'11 febbraio 2001.

## Opere
- La Spagna nel nostro cuore 1936—1939. Tre anni di storia da non dimenticare, Roma, AICVAS, 1996
- In Spagna per la libertà. Volontari antifascisti vicentini nella guerra civile spagnola (1936/1939), Vicenza, Edizione ANPI Prov. di Vicenza, 1987
- Un antifascista racconta... a cura di Annalisa Tosato, Padova, CLEUP editrice, 2002